# The Peace Keepers
The Peace Keepers, i Japan känt som Rushing Beat Shura (ラッシング・ビート 修羅?) är ett beat 'em up-spel utvecklat till SNES och utgivet 1993. Spelet är det tredje i Rushing Beat-trilogin, där de övriga spleen är Rival Turf! och Brawl Brothers.

## Handling
Spelet utspelar sig år 2015, och Jorden starkaste organisation är företaget "Deutschland Moldavia", som hotar att ta över hela världen, och genmanipulera människor till slavar, eller förvandla dem till monster.

### Fotnoter
1. 1 2 3 4 5  ”Release information”. Gamefaqs. http://www.gamefaqs.com/snes/588561-the-peace-keepers/data. Läst 15 maj 2014.
2. ↑  ”The Peace Keepers” (på engelska). Mobygames. 12 mars 1993. http://www.mobygames.com/game/peace-keepers. Läst 15 maj 2014.